# Agentschap
Een agentschap is een zelfstandig onderdeel van een ministerie dat een eigen beheer voert. Een agentschap heeft een eigen directie, een eigen begroting en een eigen financiële administratie die losstaan van de begrotingsadministratie van het ministerie waartoe het behoort. De minister is de hoogste baas en de ministeriële verantwoordelijkheid geldt onverminderd voor een agentschap. Een agentschap heeft doorgaans een ondersteunende of uitvoerende taak.

## Overheden

### Vlaanderen

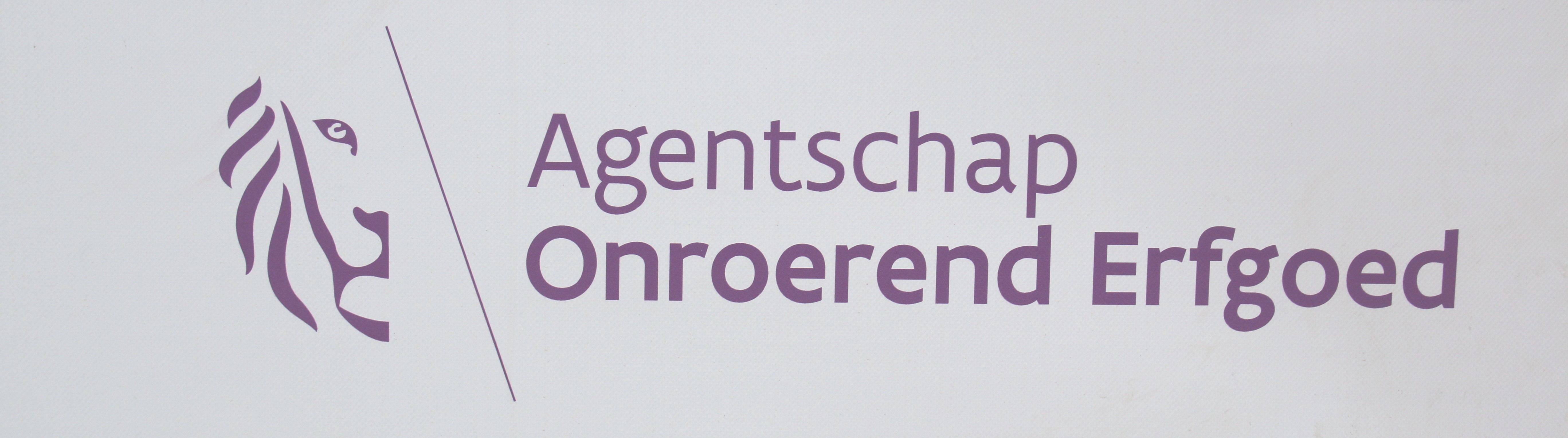
Vlaams Agentschap Onroerend Erfgoed

In het kader van de hervorming voor BBB ("Beter Bestuurlijk Beleid"), werden begin 2006 de structuur en de bevoegdheden van de agentschappen die afhangen van de Vlaamse Regering grondig herschikt. Ook kregen zij meer (financiële) verantwoordelijkheid, en werd er een "manager" aangezocht voor de dagelijkse leiding, in plaats van een "ambtenaar".
IVA is een Intern Verzelfstandigd Agentschap. Er bestaan twee soorten IVA's: IVA's zonder rechtspersoonlijkheid en IVA's met rechtspersoonlijkheid.
EVA is een Extern Verzelfstandigd Agentschap. Er wordt een onderscheid gemaakt tussen (1) privaatrechtelijk vormgegeven EVA's en (2) publiekrechtelijk vormgegeven EVA's

### Nederland
Enkele agentschappen van de Nederlandse overheid zijn:
- Dienst Justitiële Inrichtingen (DJI)
- Dienst Landelijk Gebied (DLG), opgeheven in 2015
- Immigratie- en Naturalisatiedienst (IND)
- Koninklijk Nederlands Meteorologisch Instituut (KNMI)
- Nederlands Forensisch Instituut (NFI)
- Nederlandse Voedsel- en Warenautoriteit (NVWA)
- Rijksdienst voor Ondernemend Nederland (RVO)
- Rijksinspectie Digitale Infrastructuur (RDI)
- Rijksinstituut voor Volksgezondheid en Milieu (RIVM)
- Rijksvastgoedbedrijf (RVB)
- Rijkswaterstaat (RWS), sinds 2006

### Benelux
Op het niveau van de Benelux is er één instelling dat als agentschap kan beschouwd worden, namelijk het Benelux-Bureau voor de Intellectuele Eigendom.

### Europese Unie
De Europese Unie telt een relatief groot aantal agentschappen. Elk daarvan heeft rechtspersoonlijkheid.
Deze agentschappen hebben een specifieke taak en verschillen van de (algemene) instellingen van de Europese Unie.

### Verenigde Staten
In de Verenigde Staten behoren agentschappen tot de ministeries van de federale overheid. De meeste presidentiële decreten (“Executive orders”) worden door deze agentschappen opgesteld voordat ze door de president worden uitgevaardigd.